# Raddea alpina
Raddea alpina är en fjärilsart som beskrevs av Chen 1985. Raddea alpina ingår i släktet Raddea och familjen nattflyn. Inga underarter finns listade.